# قشلاق قنبرلو رستم‌قنبرلوی وسطی
قشلاق قنبرلو رستم‌قنبرلوی وسطی روستایی است که در استان اردبیل، شهرستان پارس‌آباد، بخش اصلاندوز، دهستان قشلاق غربی قرار دارد.

## جمعیت
بر اساس سرشماری سال ۱۳۸۵ جمعیت این روستا ۴۲۲ نفر با ۵۹ خانوار بوده‌است.